# Division (søkrig)
 For For den landmilitære enhed, se Division (militær). Andre, se Division. (Se også artikler, som begynder med Division)
Sømilitært anvendes betegnelsen division både om en samling af orlogsfartøjer, og om opdelingen af besætningen på et orlogsfartøj.

## Samling af orlogsfartøjer
Flotiller og eskadrer kan administrativt opdeles i divisioner, efter skibsklasse. De kan også opdeles i divisioner som kampenheder. 
I Søslaget ved Jylland i 1916 var Royal Navys First Battle Squadron opdelt i to divisioner, med fire dreadnoughts i hver. First Division blev ledet admiral John Jellicoe og Second Division blev ledet af kontreadmiral Ernest Gaunt.
I slutningen af den kolde krig var Søværnets to Peder Skram-fregatter samlet i 'Fregatdivisionen' i 'Fregateskadren'. Søværnets tre Niels Juel-korvetter var samlet i 'Korvetdivisionen' og de otte bevogtningsfartøjer i en division, ligeledes i 'Fregateskadren'. Skibschefen med den højeste anciennitet var divisionschef. 
Søværnets divisioner i dag har numre efter hvilken eskadre, de tilhører. Division 11, 14, 16, 17 og 19 tilhører 1. Eskadre, og Division 21, 22, 23 og 24 tilhører 2. Eskadre.  

## Opdeling af besætning
Besætningen på et krigsskib kan opdeles i flere divisioner, der afhænger af skibstypen. For de danske skibe af Absalon- og Iver Huitfelt-klasserne ser de således ud:
- Operationsdivisionen (fork. O-DIV) bemander skibets sensorer (radar, sonar) og sørger for kontakt med omverdenen. Plottere, telegrafister o.lign. tilhører O-divisionen.
- Våben-, og elektronikdivisionen (forkortet VE-DIV) betjener og vedligeholder skibets våben- og elektroniske systemer.
- Teknikdivisionen (fork. T-DIV) vedligeholder og reparerer skibets hoved- og hjælpemaskineri, samt er ansvarlig for sanitetstjeneste, brandbekæmpelse og lækstop.
- Logistikdivisionen (fork. L-DIV) udgøres af skibskokke, messegaster og kontorpersonale. Derudover står L-divisionen også for dæksoperationer; kraner, gummibåde, udkig, rorgænger mm.

Et inspektionsskib af Thetis-klassen derimod har en anden divisionsstruktur:
- Taktisk division (fork. TA-DIV), der er ansvarlig for navigation, våbenanvendelse og anvendelse af sensorer så som radar og sonar.
- Teknisk division (fork. TE-DIV), der vedligeholder og reparerer skibets hoved- og hjælpemaskineri, samt ansvarlig for sanitetstjeneste, brandbekæmpelse, lækstop, dæksoperationer; kraner, gummibåde, udkig, rorgænger mm.
- Forvaltningsdivisionen (fork. F-DIV), der er ansvarlig for alle administrative opgaver, samt forplejning og posttjeneste.
- Helikopterdivisionen (fork. H-DIV), der er ansvarlig for alle forhold vedrørende den ombordværende helikopter.

Større krigsskibe, fx slagskibe, kan opdele besætningen i endnu flere divisioner. Slagskibet Bismarck havde opdelt besætningen i tolv divisioner (I-XII)
Hver division kan ligeledes inddeles i sektioner. Eksempelvis er O-divisionen typisk delt op i to: Kampinformationssektionen (plottere) og Kommunikationssektionen (telegrafister).